# Нёви-ле-Барруа
Нёви́-ле-Барруа́ (фр. Neuvy-le-Barrois) — коммуна во Франции, находится в регионе Центр. Департамент — Шер. Входит в состав кантона Санкуэн. Округ коммуны — Сент-Аман-Монтрон.
Код INSEE коммуны — 18164.

## География

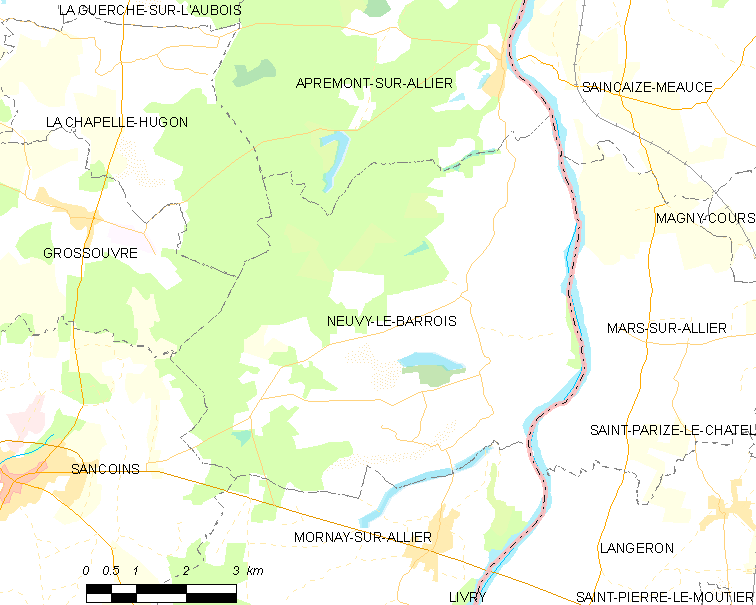
Карта коммуны

Коммуна расположена приблизительно в 230 км к югу от Парижа, в 145 км юго-восточнее Орлеана, в 55 км к юго-востоку от Буржа.
Вдоль восточной границы коммуны протекает река Алье.

## Население
Население коммуны на 2008 год составляло 160 человек.
| 1962 | 1968 | 1975 | 1982 | 1990 | 1999 | 2008 |
| ---- | ---- | ---- | ---- | ---- | ---- | ---- |
| 221  | 248  | 169  | 165  | 147  | 153  | 160  |

## Администрация
| Период | Период | Фамилия     | Партия | Примечания |
| ------ | ------ | ----------- | ------ | ---------- |
| 1983   | 2008   | Брюно Малле |        |            |
| 2008   | 2014   | Мо Мийе     |        |            |

## Экономика
В 2007 году среди 100 человек в трудоспособном возрасте (15—64 лет) 77 были экономически активными, 23 — неактивными (показатель активности — 77,0 %, в 1999 году было 65,0 %). Из 77 активных работали 73 человека (40 мужчин и 33 женщины), безработных было 4 (2 мужчин и 2 женщины). Среди 23 неактивных 5 человек были учениками или студентами, 4 — пенсионерами, 14 были неактивными по другим причинам.

## Достопримечательности
- Церковь Сен-Мартен (XII век). Исторический памятник с 1926 года[3]
  - Статуя Св. Екатерины (XVII век). Высота — 80 см. Исторический памятник с 1919 года[4]
  - Деревянная статуя Св. Власия (XVII век). Высота — 108 см. Исторический памятник с 1919 года[5]
  - Статуя «Мадонна с младенцем» (XVI век). Высота — 105 см. Исторический памятник с 1919 года[6]
- Замок Нёви-ле-Барруа (XII век)